# Club Social Monteros
El Club Social Monteros, durante 2003 y 2005 conocido como Swiss Medical Monteros por motivos de patrocinio, es un club deportivo de Monteros, provincia de Tucumán, Argentina, que destacó a nivel nacional por su equipo de vóley, el cual fue campeón de la Liga Argentina de Voleibol en la temporada 2004-2005 y fue subcampeón en la temporada 2003-2004.

## Historia
El Club Social Monteros nació cuando un grupo de jugadores se separaron del Club Atlético Ñuñorco en 1958, y en 1962 ingresaron a la Liga del Sur de Tucumán de vóley. En 1971 se incorporaron a la Federación Tucumana.
Social Monteros ingresó como sede de las finales de la segunda división, el Torneo Nacional de Ascenso, en marzo de 1999. El equipo jugó ante Maracaibo de Chaco, La Calera de Córdoba y Amado Nervo de Buenos Aires. Después de ganar su zona consiguió ingresar a la Liga Argentina de Clubes 1999-2000.
En su primera participación, la temporada 1999-2000, en la Liga Argentina de Vóley el equipo estuvo conformado por Sebastián Fernández, Javier Filardi, Germán Novotny, Roberto Soria, Gonzalo Cabral, Elio Cabral, José Jiménez y Luis Olea más los brasileros Carlos Dos Santos y Gean De Souza. El entrenador fue Manuel Arquez. Social Monteros terminó décimo con 10 victorias en 30 partidos y debió disputar un triangular para mantener la categoría junto con Ferro Carril Oeste de Buenos Aires y Regatas Resistencia en el estadio del equipo bonaerense. Como quedó tercero del triangular, debió disputar ante el subcampeón de la segunda división un repechaje para mantener la categoría. Ese partido para definir la permanencia fue el 11 de abril ante Maracaibo de Chaco, al cual derrotó 3 a 0 y mantuvo su plaza.
En la temporada 2000-2001 el equipo logró 14 victorias en 30 partidos y terminó sexto, clasificado a los play-offs, a la reclasificación y emparejado con Ferro Carril Oeste de Buenos Aires en una serie al mejor de cinco. Como el equipo tucumano terminó mejor que el equipo bonaerense, la serie comenzó en Monteros el 9 de marzo el local ganó 3 a 1. El 11 de marzo se jugó el segundo partido en el Estadio Héctor Etchart de Ferro, con victoria del local 3 a 1, e igualó la serie. El 13 de marzo en el mismo estadio ganó el visitante 3 a 1 y la serie se trasladó a Tucumán 2 a 1. El 17 de marzo, en Monteros, ganó Social Monteros 3 a 2 y clasificó a cuartos de final. En cuartos de final fue emparejado con Olympikus Azul, segundo de la fase regular. El 23 de marzo, en Azul, ganó el local 3 a 0, mientras que el 25 de marzo, en Monteros, el local ganó 3 a 1 y empató la serie. El 27 de marzo, en la misma sede, se impuso la visita 3 a 1 y el 30 de marzo Olympikus cerró la serie como local ganando 3 a 0.
Para la Liga de 2001-02 el equipo conducido por Luis Testa disputó la permanencia tras terminar la liga penúltimo con solo 5 victorias en 22 partidos, y perdiendo la fortaleza de su localía, que en la anterior temporada había ganado 13 partidos de 16 jugados. La permanencia fue ante Ciudad de Pergamino, arrancando la serie en la provincia de Buenos Aires, donde ganó Monteros 3 a 0, mismo resultado con el cual triunfó en Tucumán y así mantuvo su plaza en la máxima categoría.
En la temporada 2002-03 el entrenador elegido fue Daniel Nejamkin, pero por malos resultados dejó el equipo a mitad de la temporada y fue reemplazado por Luis Testa, que retornó a la institución. El equipo terminó el torneo con una seguidilla de 11 derrotas y quedó fuera de los play-offs pero manteniendo la categoría.
Para la temporada 2003-2004 el grupo Swiss Medical Group firmó con la institución como patrocinador principal y el equipo pasó a llamarse Swiss Medical Monteros y la localía se llevó a San Miguel de Tucumán, al estadio de Caja Popular. Además se contrató a Waldo Kantor como el entrenador principal del equipo y el equipo se reforzó con jugadores de renombre, como Hugo Conte o Esteban Martínez, que estuvieron en la selección nacional, junto con Jerónimo Bidegain, Gustavo Porporatto, y Diego Arribas, entre otros. El equipo mejoró su actuación respecto a las temporadas pasadas y alcanzó la segunda posición, con 16 victorias y 6 derrotas y al terminar entre los cuatro mejores accedió al Súper 4. En ese torneo de mitad de temporada, disputado en el microestadio de Newell's Old Boys de Rosario, Monteros jugó en semifinales contra Club de Amigos, el tercero de la liga, al cual derrotó 3 a 2 (25-23, 25-21, 29-31, 23-25 y 15-10) y en la final jugó con Conarpesa Caleta Olivia, cuarto en la liga, al cual venció 3 a 1 (25-17, 25-27, 25-23 y 25-20) y obtuvo su primer título en la máxima categoría. Tras ello disputó los playoffs arrancando en cuartos de final ante Hacoaj-Las Flores con ventaja de cancha. El primer partido fue el 5 de marzo en el estadio de Caja Popular de Tucumán y el ganador fue el visitante, que venció en tie break y el segundo juego fue el 7 de marzo donde Swiss Medical venció 3 a 0 e igualó la serie. Luego, en Las Flores, donde Hacoaj hacía de local, se repartieron partidos, el primero para el visitante y el segundo para el local, llevando la serie así al quinto partido, que se disputó en Tucumán, donde ganó Swiss Medical Monteros, y el 19 de marzo, en la provincia de Buenos Aires volvió a ganar y avanzó de fase al cerrar la serie 4 a 2 a su favor. En semifinales jugó ante Club de Amigos, nuevamente con ventaja de cancha. La serie arrancó con un 3 a 2 y un 3 a 0 ambos para el local que puso la serie 2 a 0. En Buenos Aires, Club de Amigos ganó los dos partidos 3 a 2 e igualó la serie. En Tucumán ganó nuevamente el local (3 a 0) y en capital volvió a ganar Club de Amigos 3 a 2 y así la serie llegó al séptimo partido en cancha de Caja Popular, donde el local volvió a ganar 3 a 0 y así clasificó a la final por primera vez en su vida. La final fue ante Orígenes Bolívar que tuvo ventaja de cancha. El 16 de abril ganó como local Bolívar 3 a 0 mientras que en el segundo partido ganó la visita 3 a 2 e igualó la serie. En Tucumán Bolívar ganó 3 a 0 el primer partido jugado, mientras que el local ganó el cuarto partido de la serie (3 a 1) y volvió a empatarla. El quinto juego fue en San Carlos de Bolívar donde se impuso el local 3 a 2 y en el sexto partido, en Tucumán, volvió a ganar Bolívar (3 a 2) y así Monteros terminó como subcampeón.
En la temporada 2004-2005 el entrenador continuó siendo Waldo Kantor, y entre los jugadores estuvieron Jerónimo Bidegain y Machado Aires, junto con Hugo Conte. El equipo comenzó jugando como visitante ante River Plate y fue con victoria 3 a 1, y tras 22 partidos, donde logró 13 victorias (6 de local), el equipo terminó sexto en la liga, clasificando a play-offs sin ventaja de cancha. Los cuartos de final los arrancó ante Conarpesa Caleta Olivia en la ciudad santacruceña, perdiendo el primer partido en cinco sets, y el segundo juego lo ganó 3 a 1. En San Miguel de Tucumán ganó Conarpesa 3 a 1 el primer juego, y el segundo lo ganó el local 3 a 2 e igualó la serie 2 a 2. El quinto y definitivo juego, en Caleta Olivia, lo ganó el equipo monterizo 3 a 2 y accedió a semifinales. En semifinales fue emparejado con Vélez Sarsfield, y como el equipo velezano había terminado séptimo, Monteros tuvo ventaja de localía. La serie arrancó en el estadio de Caja Popular y allí ganó la visita 3 a 2, y el segundo juego también lo ganó Vélez y se llevó la serie 2 a 0 a Benito Juárez, donde hacía de local. El primer juego en Buenos Aires lo ganó Monteros 3 a 1 y descontó en la serie, y el segundo juego, cuarto de la serie, lo volvió a ganar el visitante y la serie viajó a Tucumán para la definición. El quinto y definitivo lo ganó el equipo de Waldo Kantor, como local, 3 a 2 y clasificó a la final por segundo año consecutivo. La final, serie jugada al mejor de siete partidos, fue ante Orígenes Bolívar que, como terminó quinto en la fase regular, tuvo ventaja de cancha. La serie comenzó en San Carlos de Bolívar y allí el primer juego lo ganó el visitante 3 a 2 igual que el segundo, que lo ganó 3 a 1 y la serie viajó 2 a 0 a Tucumán. El tercer juego lo ganó Bolívar 3 a 2 como visitante y el cuarto juego lo ganó Monteros 3 a 1 y viajó a Bolívar match point. El quinto partido lo ganó Swiss Medical Monteros en tie-break y se coronó campeón. El equipo campeón estuvo integrado por Javier Viegas, Marcelo Aires, Haroldo, Maximiliano Peralta, Hugo Conte, Jerónimo Bidegain, Juan Ignacio Forastiero, Oscar Sarmiento, Pablo Bianchi, Federico Sorrentino, Juozas y Enrique Laneri. El equipo fue dirigido por Waldo Kantor.

Nos hicimos equipo en los playoffs. No nos daban como favoritos, y eso nos vino bien. Pero también demostramos que fuimos más que Bolívar: le ganamos 6 de 7 en el año; y cuatro fueron como visitante.
Hugo Conte, jugador del equipo.

Este equipo no tenía el objetivo de ser campeón al comienzo de la temporada.
Waldo Kantor, entrenador del equipo.

En la temporada 2005-2006 Swiss Medical Group dejó de aportar al club y volvió a denominarse «Social Monteros». Waldo Kantor dejó el cargo de entrenador y fue reemplazado por Marcelo Benavídez. El equipo estuvo integrado por, entre otros, Oscar Sarmiento, Marcus Osías, Adrián González, Diego Azuaga, Diego Spinelli y Fredison Mosqueda, y el líbero fue Facundo Santucci. El equipo no tuvo un buen andar y tan solo logró 3 victorias en 22 partidos, y a falta de dos partidos para el cierre de la fase regular, con 2 victorias en 20 partidos, Social Monteros cayó ante Rosario Sonder y no pudo evitar terminar en la última posición, descendiendo automáticamente.
En 2007, tras un año de ausencia en el voleibol nacional, participó de la temporada 2007-2008 de la Serie A2. Terminó la fase regular en la segunda posición de su zona y se enfrentó a Americano de Carlos Pellegrini, Santa Fe, y definió la serie al mejor de tres ganando 2 a 0. En semifinales se enfrentó a PSM Vóley, cayó 2 a 0 y quedó eliminado.
En la temporada 2013-14 volvió al vóley nacional al disputar la Liga A2. Tras ganar 6 partidos de los 10 que disputó, terminó tercero de la zona 2 y accedió a la segunda ronda, un cuadrangular que compartió con Echagüe de Paraná, Deportes La Rioja y la selección menor de Argentina. El 28 de febrero perdió con Echagüe, el 1 de marzo cayó ante la selección menor y el 2 de marzo venció a Deportes La Rioja, pero no logró avanzar a las semifinales del torneo.
En 2017 participó nuevamente en la Liga A2 e integró la Zona B junto con Fundación Jujuy Vóley, Tehuelches de Tucumán, Bernardino Rivadavia, Libertad de San Jerónimo, Echagüe y Formosa. Con solo 2 victorias y 8 derrotas el equipo terminó penúltimo de la zona y no logró avanzar de fase.

## Instalaciones

### Polideportivo Social Monteros
El estadio del club se encuentra en la calle Lamadrid números 10/20, Monteros, provincia de Tucumán.
En 2001 la Federación Argentina de Voleibol le suspendió la cancha por la cercanía del público a la cancha.

### Estadio de Caja Popular
El Estadio Pedro César Figueroa, del Club Caja Popular de Tucumán, fue sede del club en las temporadas 2003-2004 y 2004-2005. Se encuentra en la calle Bolívar 1367, San Miguel de Tucumán, provincia de Tucumán y tiene capacidad para 3200 personas.

## Datos del club
Vóley masculino
- Temporadas en primera división: 7 (1999-2000 a 2005-06)
  - Mejor puesto en la liga: campeón (2004-05)
  - Peor puesto en la liga: 12.°, último, descendió (de 12, en 2005-06)
- Temporadas en segunda división: 3 (2007-08, 2013-14, 2017)

## Jugadores destacados
| Equipo campeón 2004-2005 - Javier Viegas - Marcelo Aires - Haroldo - Maximiliano Peralta - Hugo Conte - Jerónimo Bidegain - Juan Ignacio Forastiero - Oscar Sarmiento - Pablo Bianchi - Federico Sorrentino - Guillermo Muñoz - Enrique Laneri | Otros jugadores - Esteban Martínez - Gustavo Porporatto - Diego Arribas - Lucas Frontini |

## Entrenadores
- Manuel Arquez (1999-2000)
- Luis Testa (2001-2002)
- Daniel Nejamkin (2002-2003)
- Luis Testa (2003)
- Waldo Kantor (2003-2005)
- Marcelo Benavídez (2005-2006)

## Palmarés
| Competiciones nacionales         | Títulos    | Subcampeonatos |
| -------------------------------- | ---------- | -------------- |
| Liga Argentina de Voleibol (1/1) | 2004-2005. | 2003-2004.     |

- Campeón del torneo de mitad de temporada Torneo Súper 4 de la temporada 2003-2004.[27]